# Маэлмуад мак Брайн
Маэлмуад мак Брайн (погиб в 978) — король Десмонда (970—976) и Мунстера (976—978), противник Бриана Бору.

## Биография
Маэлмуад — сын Брайна мак Киана из рода Ратлендских Эоганахтов и дальний потомок короля Мунстера и Кашеля Федлимида мак Тигернаха (ум. 590/593).
В 961 году Маэлмуад мак Брайн умертвил короля Мунстера и Кашеля Фер Грайда мак Клерига (959—961). Претендовал на королевский трон Мунстера, с 970 по 976 год упоминается в источниках как «король Десмонда».
Маэлмуад мак Брайн, заключив союз с королём Лимерика Иваром, враждовал с Матгамайном мак Кеннетигом, королём Мунстера (969—976). В 967 году в битве при Сулкойте Матгамайн одержал победу над Маэлмуадом и Иваром. Лимерик был взят и разграблен. Король Лимерика Ивар был изгнан, но через год вернулся.
Не сумев одержать вверх над Матгамайном на поле битвы, Маэлмуад мак Брайн задумал применить хитрость. В 976 году под предлогом мирных переговоров Донован мак Каллах, король Уи Фидгенти, союзник Маэлмуада и Ивара Лимерикского, захватил в плен короля Мунстера Матгамайна мак Кеннетига. Матгамайн был передан Маэлмуаду и убит по приказу последнего. Епископ Корка Комун мак Киараган проклял тех, кто совершил это убийство. После гибели своего противника Матгамайна Маэлмуад мак Брайн занял королевский трон Мунстера.
После смерти Матгамайна его младший брат Бриан Бору, правитель Томонда, возглавил септ Дал Кайс и продолжил борьбу против Маэлмуада мак Брайна. В 978 году Бриан Бору вместе с 16-летним сыном Мурхадом совершил поход на Десмонд и в битве при Белах Лехте разгромил войско Маэлмуада и его союзников-викингов. В разгар битвы молодой Мурхад мак Бриайн собственно рукой сразил короля Мунстера Маэлмуада. В этом сражении погибли многие представители клана Эоганахтов и 200 датчан.
В 979 году ставший королём Мунстера Бриан Бору заключил мир с Кианом мак Маэлмуадом, признал его власть над Южным Мунстером (Десмондом) и выдал за него замуж свою дочь Сайв. От них происходит ирландский клан O’Махони.